# 소비대차
소비대차(消費貸借)는 당사자의 일방(貸主)이 금전 기타 대체물(代替物)의 소유권을 상대방(借主)에게 이전할 것을 약정하고 상대방은 이전받은 물건을 전량 소비한 뒤, 이후 동종·동질·동량(同量)의 물건으로 대신 갚을 것을 약정함으로써 성립하는 계약(민법 598-608조)이다. 예를 들면 돈이나 쌀 등을 빌려 소비하고, 나중에 다른 돈이나 쌀로 갚는 경우와 같다. 차주(借主)가 빌린 물건 그 자체를 반환하지 않고 다른 동종·동질·동량의 것으로 반환하는 점에서 사용대차나 임대차와 구별된다.
소비대차법률적 성질은 낙성·무상·편무·불요식의 계약임이 원칙이나 이자부 소비대차나 상인간의 금전소비대차(상법 55조)는 유상·쌍무 계약이다. 대한민국의 구 민법에서는 낙성계약이 아닌, 요물계약이었다. 소비대차는 이웃이나 친척 등 친밀한 사이에서 이자 없이 빌려 쓰고 갚는 것이 원칙이나, 최근에는 이자부인 경우가 많아지고 있다. 따라서 국가는 경제적 약자인 차주가 대주의 폭리 행위의 희생이 되지 않게 적극적으로 간섭하고 있다. 즉 대물변제(代物辨濟)의 예약을 하는 경우에는 본래의 차용물에 갈음할 재산의 예약 당시의 가액이 본래의 차용액을 넘지 못하게 하였다(민법 607조). 또한 이자부 소비대차에는 민법 이외에 이자제한법이 적용된다. 상인간의 경우에는 소비대차의 대주(貸主)가 목적물을 차주에게 인도하기 전에 당사자 일방이 파산선고를 받은 경우에는 소비대차의 효력을 상실한다(599조). 이자부 소비대차인 경우에는 차주가 목적물의 인도를 받은 때로부터 이자를 계산하며, 차주가 그 책임 있는 사유로 수령을 지체할 때에는 대주가 이행을 제공한 때부터 이자를 계산한다(600조). 이자 없는 소비대차의 당사자는 목적물 인도 전에는 언제든지 계약을 해제할 수 있다. 그러나 상대방에게 손해가 있는 때에는 이를 배상하여야 하며, 이자 있는 소비대차의 목적물에 하자(瑕疵)가 있는 때에는 매도인의 하자담보 책임 규정(580-582조)이 준용된다. 이자 없는 소비대차의 경우에는 차주는 하자 있는 물건의 가액으로 반환할 수 있으나 대주가 그 하자를 알고 차주에게 알리지 아니한 때에는 앞에서 말한 담보책임을 진다(601·602조). 차주는 기한 전에 언제든지 반환할 수 있다. 반환시기의 약정이 없는 때에는 대주는 상당한 기간을 정하여 반환을 최고(催告)하여야 한다(603조). 차주가 차용물과 같은 종류·품질 및 수량의 물건을 반환할 수 없는 때에는 그 때의 시가(市價)로 상환하여야 한다(604조).

## 준소비대차
당사자 쌍방이 소비대차에 의하지 아니하고 금전 기타의 대체물을 지급할 의무가 있는 경우(매매대금을 빌린 것으로 하는 경우 등)에 당사자가 그 목적물을 소비대차의 목적으로 할 것을 약정한 때에는 소비대차의 효력이 있다(605조). 이를 준소비대차(準消費貸借)라고 한다.

### 사례
와일즈가 HP로부터 100만불에 웹서버를 산 경우, 와일즈가 부담하는 매매대금지급채무를 당사자의 합의에 의해 소비대차의 목적으로 하였다면, 100만불의 대금채무는 소멸하고, 소비대차계약이 성립함으로써 와일즈는 HP에 대하여 100만불의 대여금반환채무를 부담하게 되는데 이것이 준소비대차이다.

### 판례
- 경개나 준소비대차는 모두 기존채무를 소멸케 하고 신채무를 성립시키는 계약인 점에 있어서는 동일하지만 경개에 있어서는 기존채무와 신채무와의 사이에 동일성이 없는 반면, 준소비대차에 있어서는 원칙적으로 동일성이 인정된다는 점에 차이가 있는 바, 기존채권 채무의 당사자가 그 목적물을 소비대차의 목적으로 할 것을 약정한 경우 그 약정을 경개로 볼 것인가 또는 준소비대차로 볼 것인가는 일차적으로 당사자의 의사에 의하여 결정되고 만약 당사자의 의사가 명백하지 않을 때에는 의사해석의 문제이나 특별한 사정이 없는 한 동일성을 상실함으로써 채권자가 담보를 잃고 채무자가 항변권을 잃게 되는 것과 같이 스스로 불이익을 초래하는 의사를 표시하였다고는 볼 수 없으므로 일반적으로 준소비대차로 보아야 한다[4].

## 목적물
소비대차의 목적물은 금전(金錢) 기타의 대체물(代替物)이다(민법 제598조). 금전소비대차가 주종을 이룬다.